# Ivan Calbérac

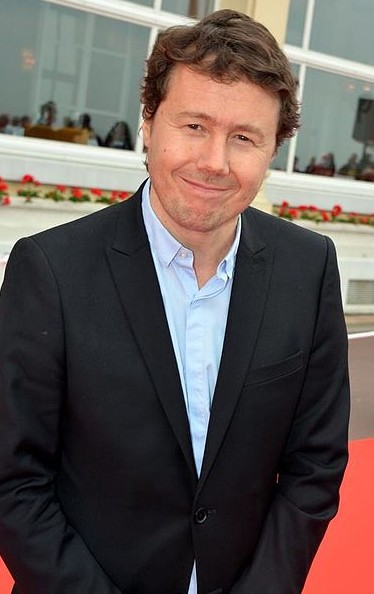
Ivan Calbérac im Jahr 2016 beim Filmfestival Cabourg

Ivan Calbérac (geboren am 3. November 1970) ist ein französischer Regisseur, Drehbuchautor, Filmproduzent, Dramatiker und Schriftsteller.

## Wirken
2001 gab er mit Irène sein Debüt als Filmregisseur und als Drehbuchautor. Danach trat er für Film und Fernsehen in beiden Funktionen mehrfach in Erscheinung. Auch in Deutschland lief der Kinofilm Frühstück bei Monsieur Henri, einige seiner Theaterstücke wurden an verschiedenen Bühnen hierzulande aufgeführt. Sein Debütroman Venise n'est pas en Italie erschien als Der Sommer mit Pauline 2019 in deutscher Übersetzung.

## Filmografie

### Kino
- 2002: Irène – Drehbuchautor, Regisseur, TNVO productions
- 2004: Alive – Drehbuchautor, Dialogautor, LGM productions,
- 2006: On va s’aimer – Drehbuchautor, Regisseur, Mandarin Productions
- 2009: Une semaine sur deux (et la moitié des vacances scolaires) – Drehbuch, Regie
- 2015: Frühstück bei Monsieur Henri (L’Étudiante et Monsieur Henri) – Drehbuch, Regie
- 2019: Der Sommer mit Pauline (Venise n‘est pas en Italie) – Drehbuch, Regie
- 2024: Liebesbriefe aus Nizza (N’avoue jamais) – Drehbuch, Regie

### Kurzfilm
- 1995: Trop de chance – Drehbuchautor, Regisseur
- 1996: Les Années indigestes – Drehbuchautor, Regisseur
- 1997: Le Réceptionniste – Regisseur

### Fernsehen
- 2002: L’amant de mes rêves von Christian François – Drehbuchautor
- 2007: C’est mieux la vie quand on est grand von Luc Béraud – Drehbuchautor, Dialogautor
- 2010: Simple – Übertragung, Regisseur
- 2012: Eléonore l’intrépide – Regisseur, Drehbuchkoautor
- 2013: Marjorie, Folge 1: «le droit au bonheur», Erschaffer der Serie, Inszenierung und Regie
- 2016: Marjorie, zwei Folgen: «Le poids des apparences» und «Jamais sans ma mère», Inszenierung

### Theater
- 1997: Le Bourreau – Autor, Inszenierung, von Didier Brice, Théâtre Essaïon
- 2006: Tout un cinéma – Autor, Inszenierung, von Xavier Letourneur, Comédie Caumartin
- 2012: L’Étudiante et Monsieur Henri – Autor, Inszenierung, von José Paul, Théâtre de Paris,
- 2015: Pourquoi ? – Koautor, Inszenierung, Studio Hébertot, Lucernaire
- 2016: Une famille modèle – Autor, Inszenierung, von Anne Bourgeois, Théâtre Montparnasse
- 2016: Venise n’est pas en Italie – Autor, Inszenierung, Théâtre des Béliers
- 2018: Pourquoi de Michael Hirsch – Inszenierung, Comédie des Champs-Elysées